# 世博会博物馆站
世博会博物馆站（原名卢浦大桥站）位于上海市黄浦区蒙自路龙华东路，2010年世界博览会浦西场址内。为上海轨道交通13号线率先開通区間“世博专用线”的地下车站。于2010年4月20日启用，世博会结束后一度关闭，在整修部分设施后于2015年12月19日重新开放。本站亦为“世博专用线”三个车站的第二站。

## 车站结构

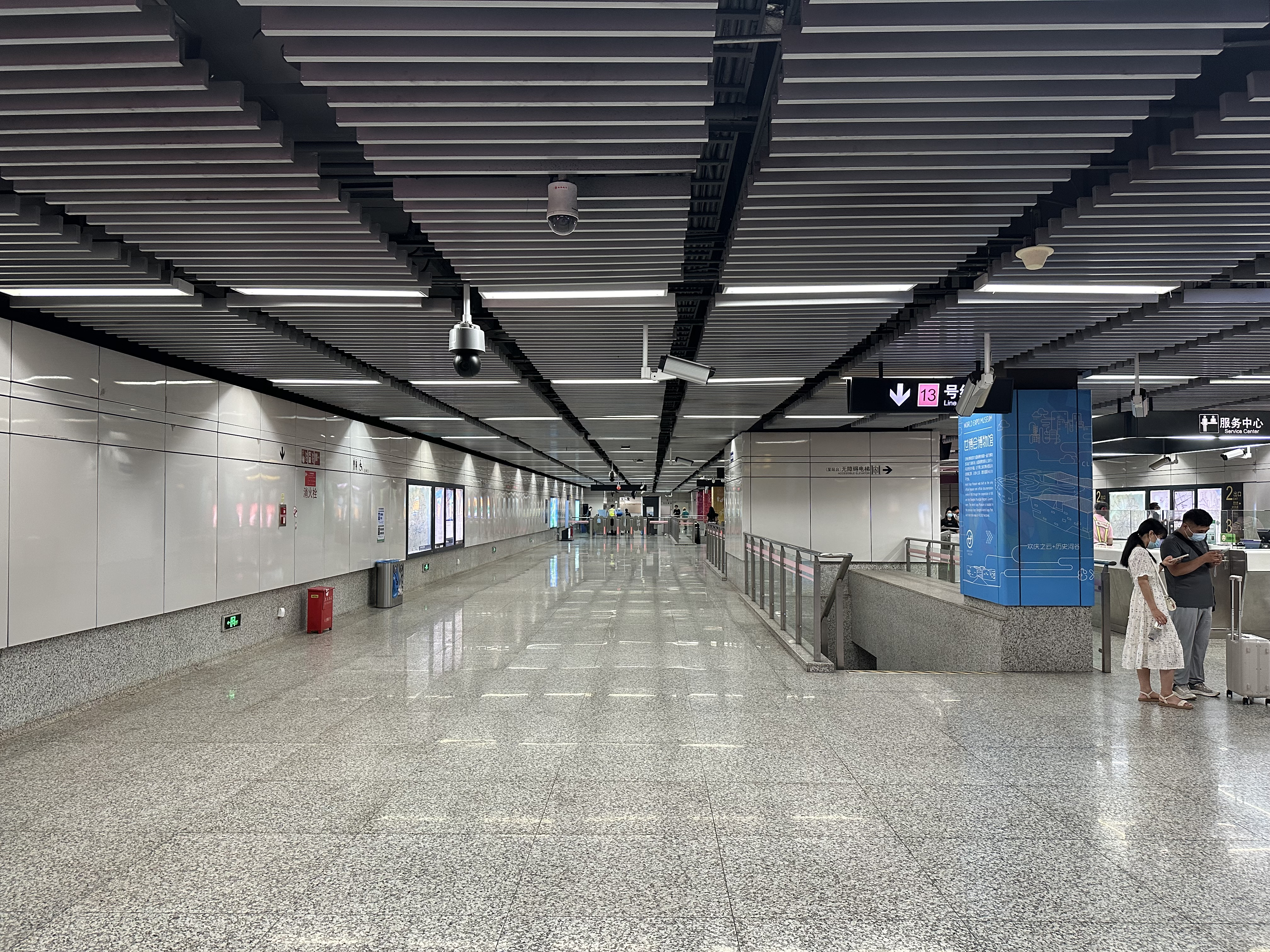
站厅

世博会博物馆站共有3層。地面為車站出口，地下一層為站厅，地下二層為13号线站台。
| 地面层   | 出入口             | 2-3出入口                        |  |  |
| 地下一层 | 站厅               | 票务服务、自动售票机、人工服务台 |  |  |
| 地下二层 | ①站台              | █ 13号线 往金运路（马当路）      |  |  |
|          | 岛式站台，左侧开门 |                                  |  |  |
|          | ②站台              | █ 13号线 往张江路（世博大道）    |  |  |

## 车站出口
世博会博物馆站目前开放2个出入口，另在车站站厅设两个出入口通往平安滨江金融中心及融创滨江壹号院，近3号出口设地下连通道通向毗邻的博芸广场，各出入口如下所示：
| 出口编号            | 出口指示                                                             | 照片 |
| ------------------- | -------------------------------------------------------------------- | ---- |
| 2 · 出口 · （设有） | 蒙自路，龙华东路，上海世博会博物馆，国际乒联博物馆，中国乒乓球博物馆 |      |
| 3 · 出口            | 蒙自路，中山南一路                                                   |      |
| 图例： 设有         |                                                                      |      |

## 历史
车站建设时期工程名为中山南路站，世博专线开通期间名为卢浦大桥站，13号线正式开通前更名为世博会博物馆站。
- 2010年4月20日，车站随13号线世博专线开通运营，服务于2010年世界博览会浦西场址，站名为卢浦大桥站。
- 2010年11月1日，车站随世博专线关闭暂停使用。
- 2015年12月19日，车站随13号线一期工程东段后通段与二期工程西段开通运营重新开放，更名为世博会博物馆站。

## 车站更名
根据上海市地名管理部门批准（沪地办(2014)60号），原13号线世博专线卢浦大桥站(Lupu Bridge Station)更名为世博会博物馆站。但实际上，在该站点投运之初，所谓世博会博物馆并不存在。

## 图集
- 2010年世界博览会舉行期間的站台
- 2010年世界博览会舉行期間的站厅
- 2010年世界博览会舉行期間的站台
- 2010年世界博览会舉行期間的1号口（现2号口）